# Palácio de Santa Cruz (Madrid)
O Palácio de Santa Cruz (em castelhano: Palacio de Santa Cruz), é um palácio da cidade de Madrid, capital da Espanha. Actualmente é a sede do Ministério dos Negócios Estrangeiros de Espanha.

## História e arquitetura
O edifício foi utilizado como cárcere até ao reinado de Filipe IV, monarca que que o converteu em palácio.
Em 1629, o rei Filipe IV ordenou a construção para albergar as dependências da Sala de Alcaides de Casa e Corte e do Cárcere da Corte. A obra foi realizada pelo arquiteto Juan Gómez de Mora, entre 1629 e 1636, juntamente com outros arquitectos madrilenos, como José de Villareal, Bartolomé Hurtado García e José del Olmo. De planta rectangular, mantém dois pátios simétricos que organizam o espaço, permitindo a ventilação e a entrada da luz natural.
No ano de 1767 terminou a sua função de cárcere, para passar a ser o Palácio de Santa Cruz, assim chamado devido à proximidade da Igreja de Santa Cruz. O cárcere foi transferido para um edifício contíguo. Um incêndio, ocorrido em 1791, destruiu completamente o palácio, com excepção da sua fachada.
Alberga o Ministério dos Negócios Estrangeiros de Espanha desde a década de 1930.